# Paseo de las Cañadas
Paseo de las Cañadas är en ort i Mexiko.   Den ligger i kommunen Tonalá och delstaten Jalisco, i den centrala delen av landet, 400 km väster om huvudstaden Mexico City. Paseo de las Cañadas ligger 1 558 meter över havet och antalet invånare är 1 963.
Terrängen runt Paseo de las Cañadas är platt åt nordväst, men åt sydost är den kuperad. Runt Paseo de las Cañadas är det ganska tätbefolkat, med 239 invånare per kvadratkilometer. Närmaste större samhälle är Tonalá, 3,8 km väster om Paseo de las Cañadas. I omgivningarna runt Paseo de las Cañadas växer huvudsakligen savannskog.